# Krumlovsko-rokytenské slepence
Krumlovsko-rokytenské slepence este o arie protejată (arie specială de conservare — SAC, sit de importanță comunitară — SCI) din Republica Cehă întinsă pe o suprafață de 96,14 ha, integral pe uscat.

## Localizare
Centrul sitului Krumlovsko-rokytenské slepence este situat la coordonatele 49°03′30″N 16°19′53″E / 49.058333°N 16.331389°E.

## Înființare
Situl Krumlovsko-rokytenské slepence a fost declarat sit de importanță comunitară în aprilie 2005 pentru a proteja 2 specii de plante și 1 specie de animale. Situl a fost protejat și ca arie specială de conservare în ianuarie 2014.

## Biodiversitate
Situată în ecoregiunea continentală, aria protejată conține 5 habitate naturale: Pante stâncoase silicioase cu vegetație casmofită, Pajiști panonice carstice (Stipo-Festucetalia pallentis), Tufărișuri subcontinentale peripanonice, Pajiști carstice calcaroase sau bazofile, de Alysso-Sedion albi, Pajiști stepice subpanonice.
La baza desemnării sitului se află mai multe specii protejate:
- plante (2): Dianthus moravicus, sisinei (Pulsatilla grandis)
- nevertebrate (1): croitorul mare al stejarului (Cerambyx cerdo)